# Goephanes continentalis
Goephanes continentalis là một loài bọ cánh cứng trong họ Cerambycidae.